# Fabrizio Arzilli
Fabrizio Arzilli (Pontedera, 4 juli 1972) is een Italiaans wielrenner. Hij kwam in 1996 en 1997 uit voor de Cantina Tollo ploeg.
Arzilli reed twee seizoenen als prof, maar kon daarin geen potten breken. Als belofte wist hij in de jaren ervoor wel drie overwinningen te behalen.

## Ploegen
- 1996 - Cantina Tollo
- 1997 - Cantina Tollo